# Jason Collier
Jason Collier, född 8 september 1977, död 15 oktober 2005, var en amerikansk basketspelare. Han spelade vid tiden för sin död i NBA-laget Atlanta Hawks.